# Йорданув
Йорданув (пол. Jordanów) — місто в південній Польщі, на річці Скава. Належить до Суського повіту Малопольського воєводства.

## Демографія
Демографічна структура станом на 31 березня 2011 року:
|          | Загалом | Допрацездатний вік | Працездатний вік | Постпрацездатний вік |
| -------- | ------- | ------------------ | ---------------- | -------------------- |
| Чоловіки | 2547    | 529                | 1774             | 244                  |
| Жінки    | 2752    | 520                | 1676             | 556                  |
| Разом    | 5299    | 1049               | 3450             | 800                  |